# Friedrich von Tippelskirch (Theologe)
Friedrich Carl Ernst August von Tippelskirch (* 5. März 1802 in Pellen, Ostpreußen; † 17. Juli 1866 in Berlin) war ein preußischer lutherischer Theologe sowie Gründer und Herausgeber des Volksblattes für Stadt und Land zur Belehrung und Unterhaltung.

## Leben und Wirken
Friedrich von Tippelskirch war der Sohn des Gutsbesitzers Friedrich Bogislav von Tippelskirch (1759–1806) und dessen zweiter Ehefrau Antonie Sophie Luise Gräfin von Kanitz (1775–1845). Er studierte zuerst Jura, dann Theologie in Königsberg (Preußen) und Berlin.
Aufgrund einer Empfehlung von Christian Karl Josias von Bunsen, selber Theologe und seit 1823 preußischer Gesandter am Heiligen Stuhl, erhielt von Tippelskirch 1829 die Stelle eines Gesandtschaftspredigers in Rom, wo er zusammen mit Bunsen intensiv an der Weiterentwicklung der Liturgie arbeitete.
Nach elf Jahren musste von Tippelskirch 1843 seine Tätigkeit in Rom aufgeben und wegen eines Halsleidens nach Preußen zurückkehren.
Im Jahre 1837 trat er eine Pfarrstelle in Giebichenstein bei Halle (Saale) an. Hier gründete er auf Anregung des preußischen Ministers Ludwig Gustav von Thile 1844 das Volksblatt für Stadt und Land und kämpfte als dessen Herausgeber bis 1848 gegen liberale Strömungen in Staat und Kirche an. Volkstümlich aufgemacht erreichte das Blatt bald große Popularität und war einer der Kristallisationspunkte der christlich-konservativen Bewegung der damaligen Zeit. Dieser Richtung blieb das Blatt auch nach 1848 treu, nachdem von Tippelskirch die Redaktion abgegeben hatte.
1852 ging Friedrich von Tippelskirch nach Berlin und übernahm das Amt eines Krankenhausseelsorgers an der Charité. In Berlin war er in mehreren Organisationen der Inneren Mission, oft an führender Stelle, aktiv. Er starb 1866 an akutem Herzversagen.

### Familie
Er heiratete am 23. Januar 1829 in Marienwerder Bertha Gräfin von Kanitz (1806–1870). Das Paar hatte folgende Kinder:
- Agnes (1829–1829)
- Theophil (1831–1832)
- Ernst (1832–1839)
- Adelheid (1837–1867)
- Johannes (1838–1900)
- Anna (1840–1911)
- Friedrich (1843–1923)

## Publikationen
- Wahrheit zur Gottseligkeit, in 20 Predigten, 1834
- Das Gebet im Namen Jesu. Gastpredigt, 1837
- Predigt am Geburtstage des Königs von Preußen, 1848
- Versuch zur Beantwortung einiger Fragen über das Verhältnis der Unbeschränktheit Gottes zur Selbstbestimmung seiner Geschöpfe, 1857